# Яныг-Кисыръя
Яныг-Кисыръя (Яныгкисыръя, устар. Яны-Кисыр-Я) — река в Берёзовском районе Ханты-Мансийского автономного округа — Югры. Длина — 35 км. Устье реки находится в 11 км по правому берегу реки Кисыръя.
Согласно ГВР, Росреестру и части карт, Яныг-Кисыръя вместе с Мань-Кисыръя являются составляющими реки Кисыръя, однако, в некоторых источниках Яныг-Кисыръя объединяется с устьевым водотоком, рекой Кисыръя, в одну реку.

## Данные водного реестра
По данным государственного водного реестра России относится к Нижнеобскому бассейновому округу, водохозяйственный участок реки — Северная Сосьва, речной подбассейн реки — Северная Сосьва. Речной бассейн реки — (Нижняя) Обь от впадения Иртыша.